# Mercedes-Benz W180
O Mercedes-Benz W180 é uma linha de carros de luxo produzida pela Mercedes-Benz entre 1954 e 1959, que incluía um sedã, um cupê e um conversível de seis cilindros em linha. O sedã de quatro portas 220 a foi produzido de 1954 ao início de 1956. Foi sucedido por um 220 S ligeiramente modificado e mais potente no início de 1956. Um conversível e um cupê de duas portas se juntaram à linha em meados de 1956; todos os três modelos foram produzidos até o final da série W180.
Uma versão do 220S com injeção eletrônica foi lançada em outubro de 1958 como W128, produzida também nas versões sedã de quatro portas e cupê e conversível de duas portas até novembro de 1960.
A série W180 foi um dos modelos da Mercedes-Benz a receber informalmente o apelido "Ponton", derivado de seu estilo exterior monobloco, que se estendeu à linha W128 subsequente.